# Tuta von Formbach

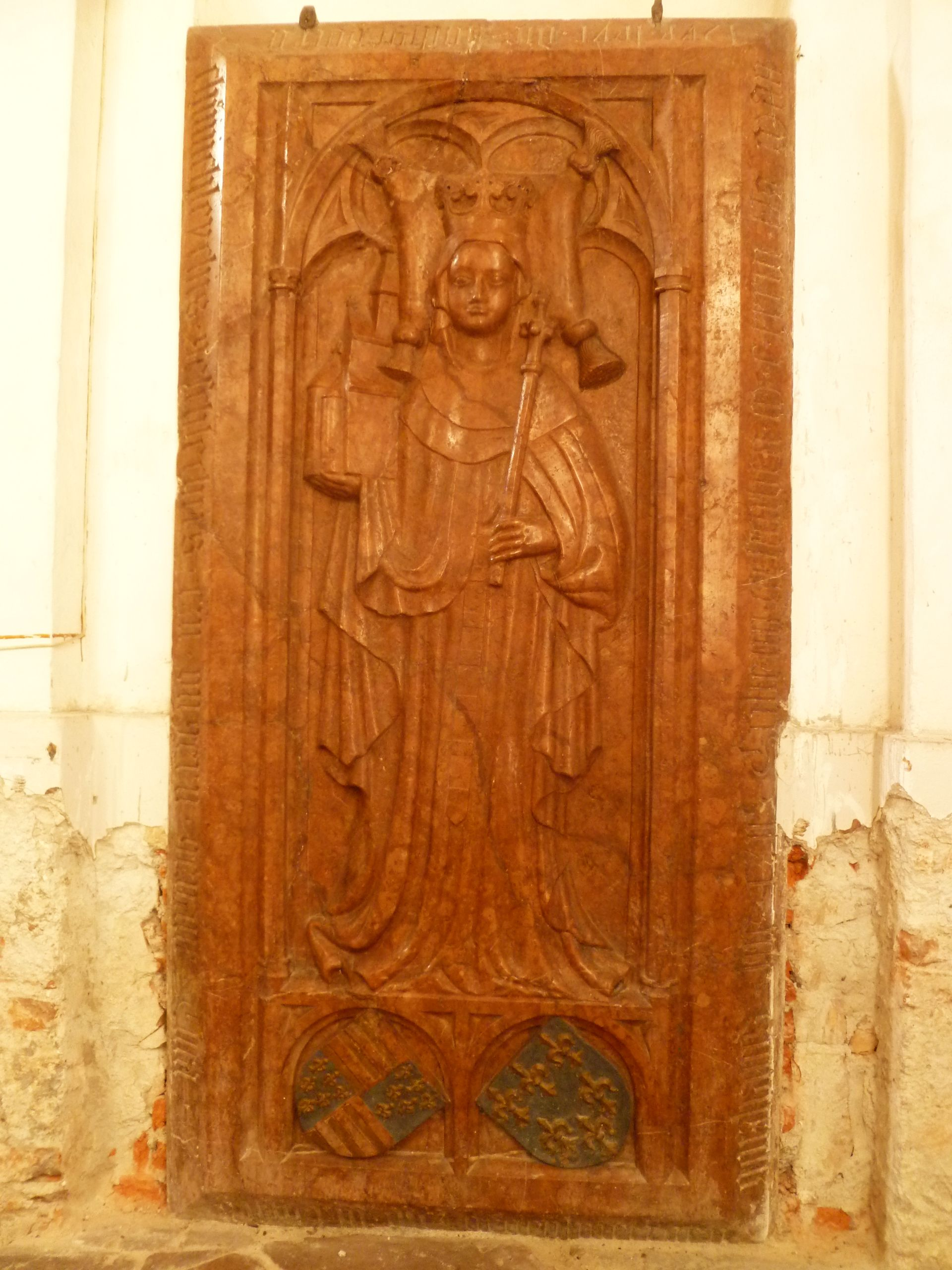
Epitaph der Tuta von Formbach in der Lambertuskirche von Suben aus der ersten Hälfte des 15. Jahrhunderts

Tuta von Formbach (* 1037; † um 1100) war die Gründerin des Klosters Suben und möglicherweise die zweite Gemahlin König Bélas I. von Ungarn.

## Leben
Tuta war die Tochter von Graf Heinrich I. (Hesso) von Formbach († um 1030 oder 1046) und dessen Gattin Himildrud. Nach dem frühen Tod ihres einzigen Bruders Herimann († 1030) kamen die Besitzungen um Suben, einschließlich der Burg Suben, und die im Pramtal an Tuta. Ihre Schwester Himiltrudis erhielt vor allem Güter westlich des Inns. Den einträglichen Überfuhrzoll bei Schärding erhielten die Schwestern zu gleichen Teilen.
In der Burg Suben, die auch eine St. Lamberts-Kirche enthielt, richtete Tuta in der Mitte des 11. Jahrhunderts ein weltliches Kollegiatstift (clerici communiter viventes) ein, wobei dies historisch aber nicht so einfach nachzuvollziehen ist.  Während des Investiturstreites (1076–1122) kam es zu kriegerischen Auseinandersetzungen zwischen König Heinrich IV. und Papst Gregor VII., in der die Grafen von Formbach, der Bischof Altmann von Passau und Herzog Welf von Bayern auf Seiten des Papstes standen. Dies hatte zur Folge, dass Heinrich IV. 1078 Passau besetzte und den Bischof vertrieb und auch die formbachschen Besitzungen Griesbach, Formbach, Neuburg und vermutlich auch Suben verwüstete. Tuta floh damals vermutlich mit ihrem Vetter Graf Eckbert I. nach Ungarn und kehrte von dort 1084 wieder zurück. Es könnte sein, dass zu dieser Zeit anstelle der Burg die Priestergemeinschaft in Suben gegründet wurde. (Ihre Schwester Himiltrud vollzog ein Gleiches mit der Burg Formbach.) Das Kloster in Suben wurde vermutlich von ihrem Urenkel, Bischof Altmann von Trient, 1126/1142 neu gegründet. Dazu heißt es in einer Urkunde des Salzburger Erzbischof Eberhard I. von 1153: „Tridentinus episcopus Altmannus Subenensem ecclesiam a quondam Regina Tuta nomine … primo fundatum restaravit“.
Nach dem Tode Richenza von Polens († 1058) wurde Tuta 1059 möglicherweise die zweite Gemahlin des ungarischen Königs Béla I. Wie Tuta an den ungarischen Königshof gelangt ist, ist nicht bekannt. Später heiratete sie Engelbrecht III., Graf im Pustertal und Pfalzgraf in Kärnten. Wann Tuta genau verstorben ist, ist nicht bekannt. Die Inschrift auf ihrer gotischen Grabplatte, die vermutlich unter Propst Matthäus Meermoser angeschafft wurde, enthält die Angabe MCXXXVI Kls May; dies kann aber nicht stimmen, da Tuta noch 1095 ihren Sohn Koloman als Vorsteher des Klosters in Suben einsetzte. Die ganze Umschrift auf der Grabplatte lautet: „Hye leyt die hochgeporen chünichleychis geschlechtes czu ungern genant Tuta stifterin decz gegenwertigen gotshaus hie czu Suben gestorben MCXXXVI KIs May“.

## Nachkommen
Aus der Ehe mit Béla I. (unsicher):
- Lambert († 1095), Herzog in Südungarn
- Adelheid (* um 1065; † 1122), 1. ⚭ Friedrich II. Domvogt von Regensburg († 1080/96), 2. ⚭ Udalschalk I. Graf im Lurngau (* um 1050; † 1115)[5] (Nach anderer Meinung ist diese Adelheid eine Tochter von Sophia von Ungarn.)

Aus der Ehe mit Engelbrecht III.:
- Koloman, Kleriker
- Adelheid († um 1125) ⚭ 1. Ehe mit dem Domvogt Friedrich I. von Regensburg, ⚭ 2. Ehe mit Udalschalk, Graf im Lurngau (Oberkärnten) († um 1124)